# McLaren M8

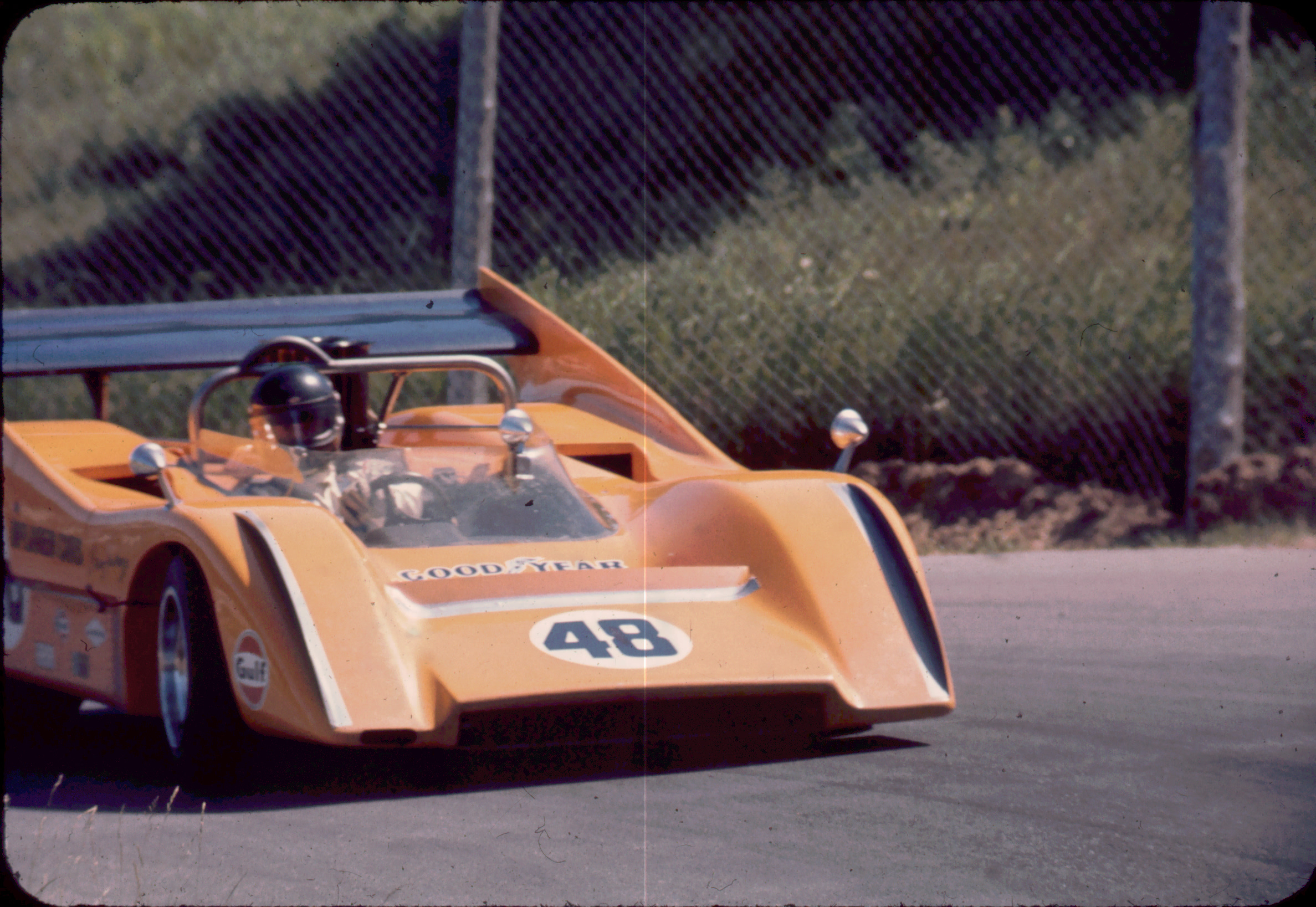
Dan Gurney in einem M8D, beim CanAm-Lauf von St. Jovite 1970

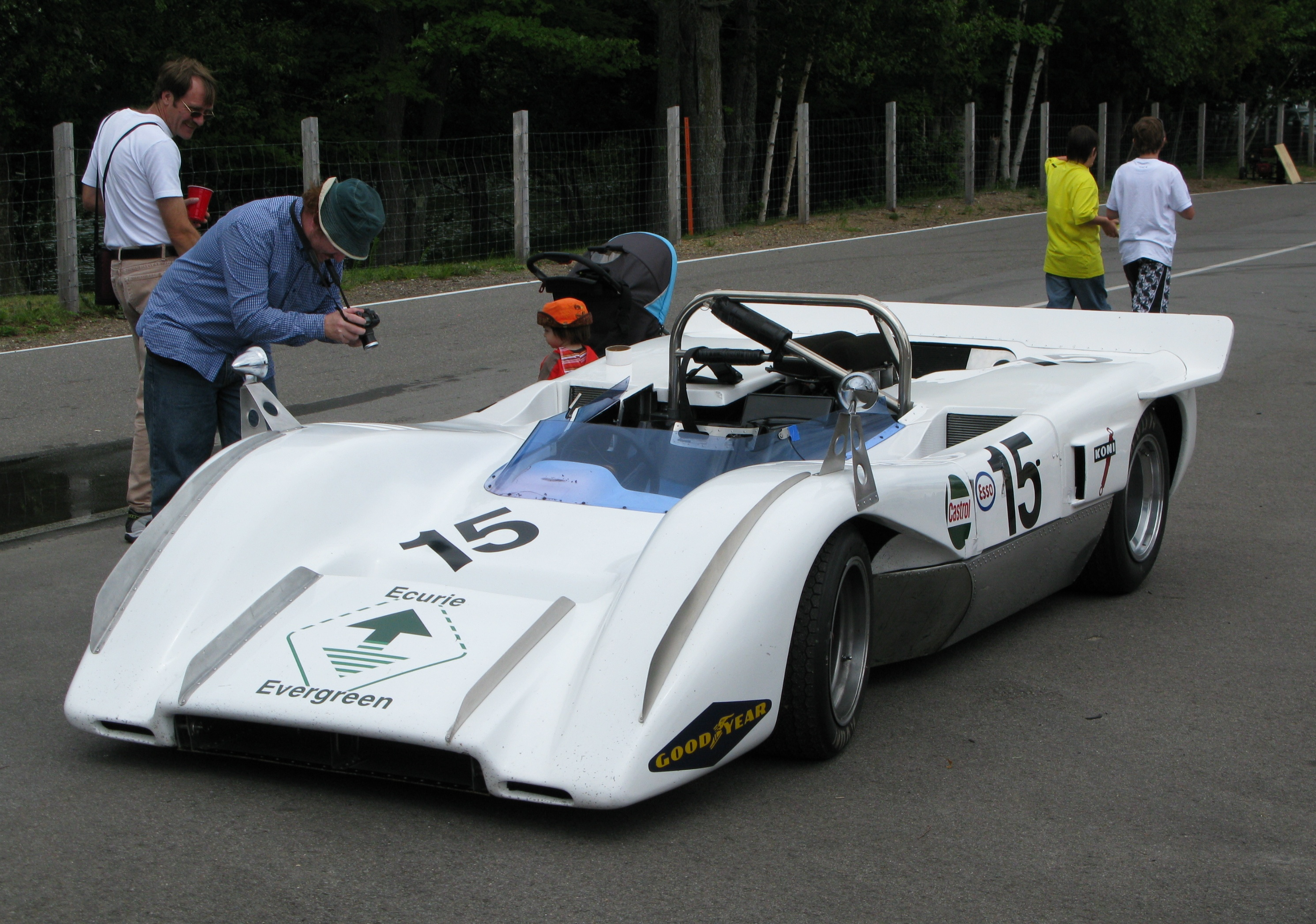
McLaren M8C

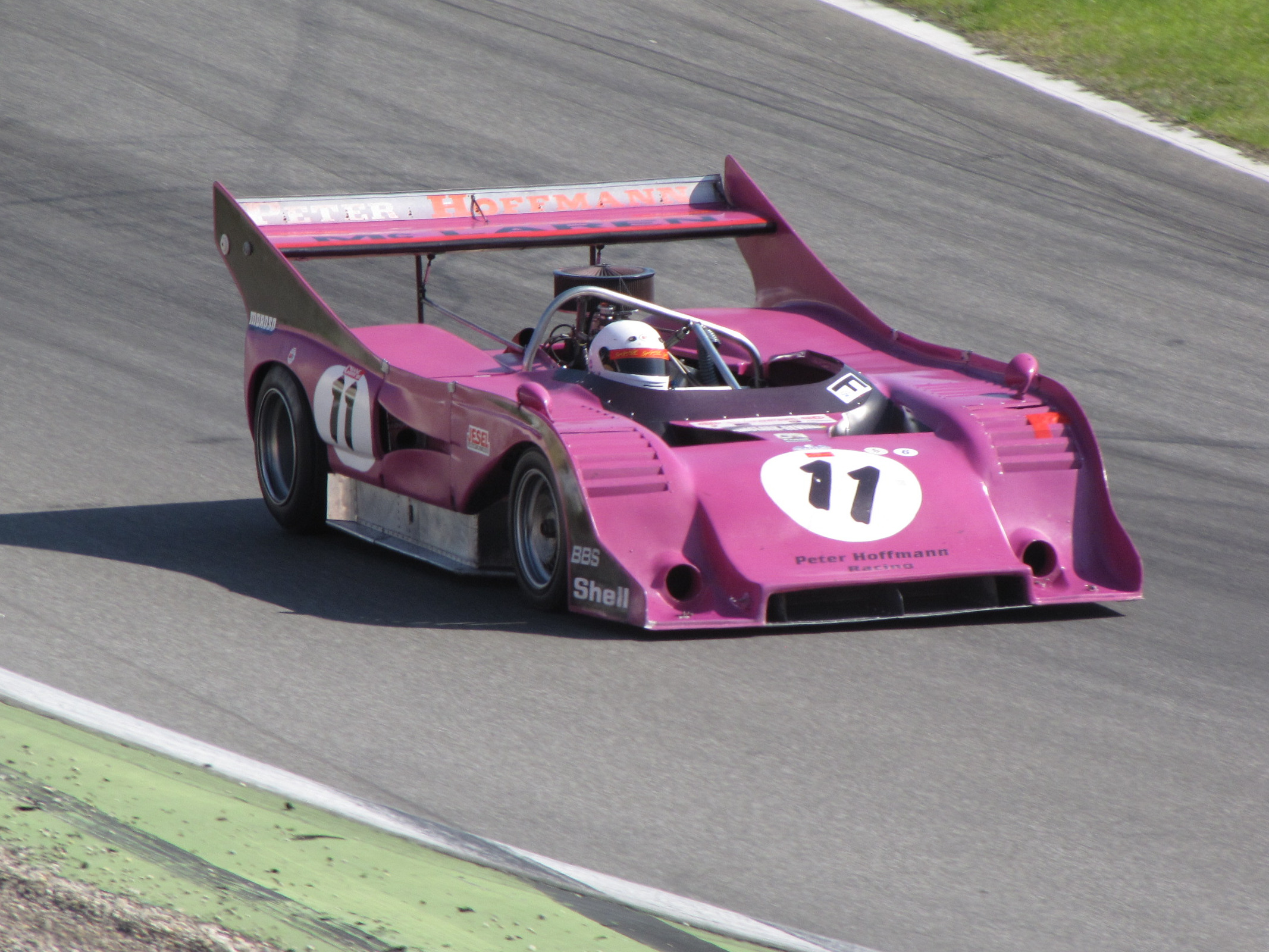
Der deutsche Rennfahrer Peter Hoffmann in einem McLaren M8F

Die McLaren M8 waren Gruppe-7-Sportwagen für die CanAm-Serie die als Prototypen ab 1968 bei Bruce McLaren Motor Racing entwickelt wurden und als Kleinserie für Kunde auch bei weiteren Firmen gefertigt wurden. In unterschiedlichen Konfigurationen waren die M8 bis 1971 die bestimmenden Rennfahrzeuge der CanAm-Rennserie, wurden zudem in der europäischen Interserie eingesetzt, beim Großer Preis von Japan, sogar in den 1980ern noch mit Coupé-Karosserie in der Gruppe C.

## Entwicklungsgeschichte und technik
1967 begann bei McLaren die Konzeption des M8, der den sehr erfolgreichen M6 in der CanAm-Serie ablösen sollte. Der M8 hatte, wie der M6, ein Monocoque in Badewannenform, war aber 10 cm breiter als das Vorgängermodell. Das Monocoque bestand aus mit Magnesium verklebtem Aluminium und genieteten Stahlschotten. Der Motor war als mittragendes Element in den Rohrrahmen integriert. Das 7-Liter-Triebwerk kam von Chevrolet und leistete 620 PS. Um die Leistung auf die Straße zu bringen, wurden hinten 15-Zoll-Reifen von Goodyear montiert. Geschaltet wurde mit einem LG600-Getriebe von Hewland. 

## Renngeschichte
1968 kamen die ersten M8 als M8A an die nordamerikanischen Rennstrecken. Schon beim ersten Rennen in Elkhart Lake gab es einen überlegenen Sieg von Denis Hulme, der eine lange Erfolgsserie des Prototyps einläutete. Hulme und Teameigner Bruce McLaren gewannen mit dem M8 nach Belieben. Nur die von Penske Racing eingesetzten und von Peter Revson und Mark Donohue gefahrenen M6 konnten einigermaßen mithalten. Am Ende des Jahres gewann Hulme den Meistertitel.
1969 kam die B-Version mit überarbeiteter Karosserie und neuem Heckflügel. Der Motor leistete jetzt 630 PS (463 kW). Um auch den Konkurrenten eine Chance auf einen Saisonsieg zu geben, erhöhten die CanAm-Verantwortlichen die Anzahl der Saisonrennen von sechs auf elf. Dennoch kam es erneut zur Bruce and Denny Show, mit sechs Siegen von Bruce McLaren, der die Meisterschaft gewann, und fünf Erfolgen von Denis Hulme. Im selben Jahr wurde auch ein M8C vorgestellt, der vom britischen Automobilhersteller Trojan vermarktet und an reiche Privatfahrer verkauft wurde.
1970 erschien die D-Version als neuer Werkswagen. Im Winter und Frühjahr wurde der Wagen, der wieder gründlich überarbeitet wurde, ausgiebig getestet. Auch im Verlauf der Saison kam es immer wieder zu Testfahrten. Bei einer dieser Fahrten verunglückte Bruce McLaren am 2. Juni 1970 in Goodwood tödlich. Die Heckverkleidung des Fahrzeugs war infolge des hohen Anpressdrucks weggerissen worden, der Wagen prallte bei 200 km/h gegen eine Mauer, Bruce McLaren wurde herausgeschleudert und starb noch an der Unfallstelle.
Bis 1972 blieben die M8 das Maß aller Dinge in der CanAm-Serie. 1970 gewann Denny Hulme erneut die Meisterschaft und ein Jahr später sicherte sich Peter Revson im M8F den Titel. Erst George Follmer beendete mit dem Porsche 917/10 1972 eine der längsten Siegesserien im Motorsport.
Neben der CanAm kamen die Fahrzeuge in Europa in der Interserie zum Einsatz, die von Trojan gefertigt und verkauft wurden. Neben dem auch in Europa üblicherweise installierten V8-Motor von Chevrolet mit bis zu 8,3 Liter Hubraum wurde 1972 ein M8F mit einem 6,8-Liter-Turbomotor von Mercedes-Benz ausgerüstet. Der von AMG gemeldete Wagen sollte mit Hans Heyer an mehreren Meisterschaftsläufen der Interserie teilnehmen. Nach zwei Motorschäden in beiden Rennen am Wochenende in Imola wurde das Projekt jedoch abgebrochen.